# Orde van de Heilige Remigius

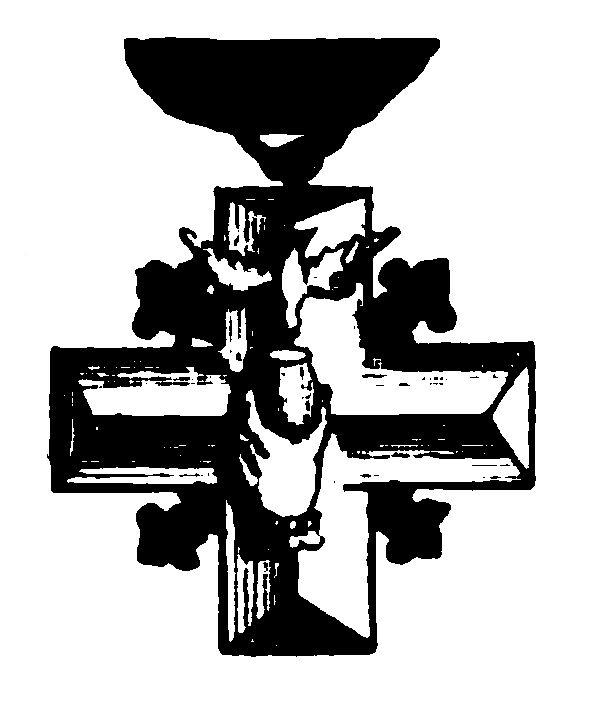

Volgens Justinianus werd in het jaar 485, andere bronnen noemen volgens Ackermann het jaar 496, door vier Franse baronnen de Orde van de Heilige Remigius gesticht.
De vier edelen, de baronnen van Terrier, Ballastro, Sonaster en Laurensu, waren leenmannen van het klooster van de heilige Remigius in Reims en zouden bij de kroning van de koningen van Frankrijk een baldakijn boven de "uit de hemel afkomstige" heilige olie hebben gedragen. Deze olie werd gebruikt om de koningen te zalven.

In "du Sacre des Rois", een in 1643 door Marlot, grootprior van de abdij van Sint Nicolaas, geschreven werk over de kroning van Lodewijk XIII, worden vier andere baronnen genoemd. Andere historici zoals Mencrai noemen de orde niet.  De orde is een van de historische orden van Frankrijk maar berichten over ridderorden van vóór de kruistochten zijn onbetrouwbaar. Ook hier kan het zeer goed om een latere legende gaan.